# Granica gwatemalsko-honduraska
Granica gwatemalsko-honduraska – granica między Gwatemalą, a Hondurasem o długości 256 kilometrów.

## Przebieg granicy
Początek granicy to trójstyk granic Salwadoru, Hondurasu i Gwatemali – Cerro Montecristo (2419 m n.p.m.). Następnie linia granicy przebiega w kierunku północnym, później północno-wschodnim i dochodzi do ujścia rzeki Motagua (Barra del Motangua) do zatoki Honduraskiej (Morze Karaibskie).

## Historia
Granica powstała po proklamowaniu niepodległości przez Gwatemalę i Honduras w 1821 roku. Potwierdzana była układami w latach 1843, 1845, 1895, 1914, a obecny przebieg granicy obowiązuje od 1933 roku.

## Graniczne departamenty Gwatemali
- Chiquimula
- Izabal
- Zacapa

## Graniczne departamenty Hondurasu
- Copán
- Cortés
- Ocotepeque
- Santa Bárbara